# La Pyramide (édifice)
La Pyramide est un immeuble de grande hauteur situé dans la commune du Plateau à Abidjan et conçu par l'architecte italien Rinaldo Olivieri (Vérone 1931-1998) dans le style brutaliste. Sa construction a débuté en 1968 pour s'achever en 1973.

## Description

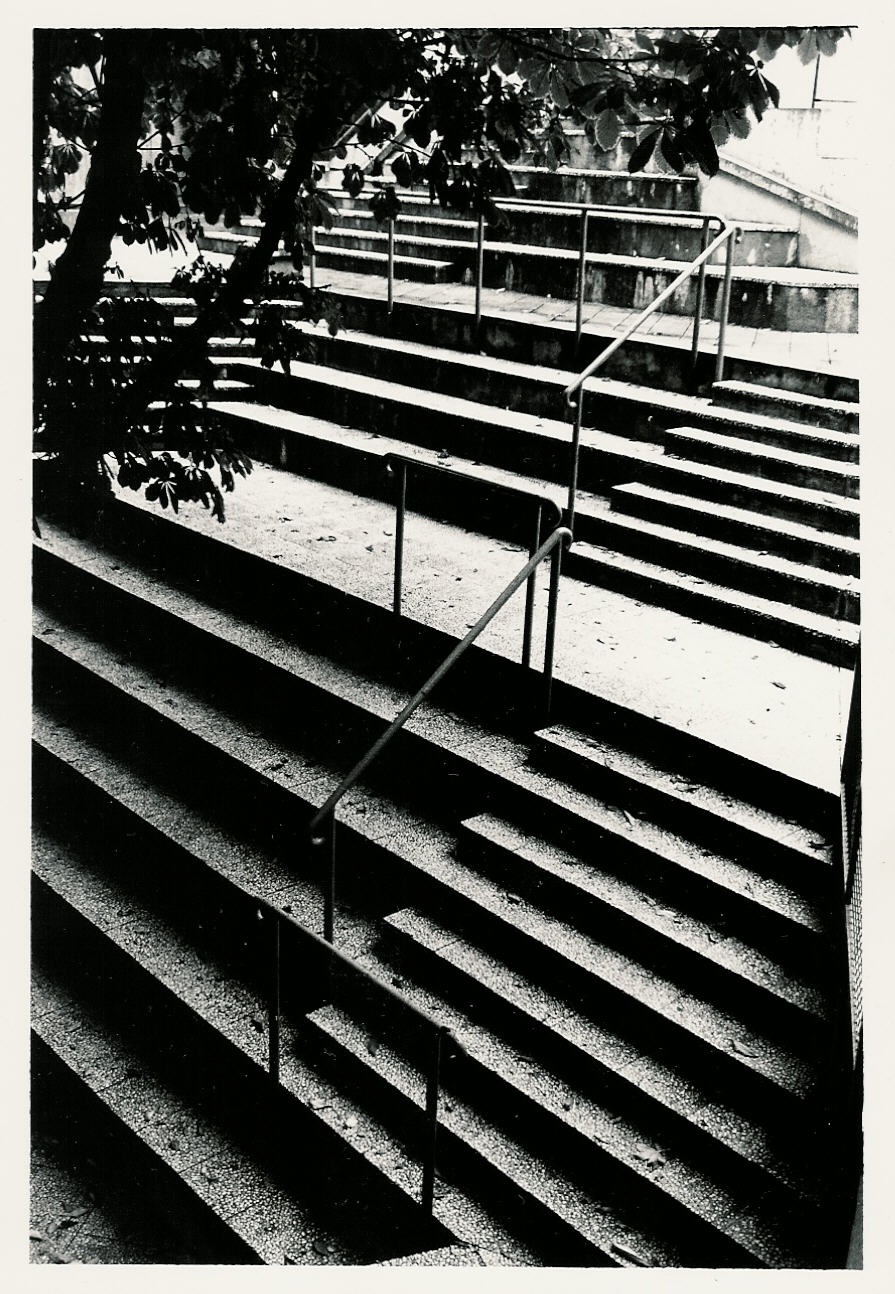
Escaliers d'accès au bâtiments.

La Pyramide est l'un des immeubles les plus connus de l'agglomération abidjanaise, car il est un des premiers édifices de grande hauteur construits au Plateau, à l'époque du « Miracle ivoirien », et son architecture est novatrice. 
Cette grande pyramide de béton attachée à une paire de tours d'ascenseur est une tentative audacieuse de réinventer le marché couvert pour la ville africaine dans l'esprit de l'architecte Olivieri. Celui-ci avait conçu un grand hall central pour les activités commerciales, au-dessus duquel bureaux, studios et restaurants s'empileraient, avec en dessous un immense sous-sol pour un supermarché, une discothèque et un parking pour 1 800 voitures. 
Les structures ont été réalisées par Riccado Morandi et la direction des Travaux par Francesco De Santis. 

## Historique
La SOCIPEC SA, une société immobilière, a bâti l’édifice pour le compte de l’État entre 1970 et 1973. Le financement a été assuré par l’État à travers la SONAFI (Société nationale de financement).
Le projet s'est avéré un échec total compte tenu du manque d'espace et du coût d'entretien trop élevé de l'immeuble. 
La Pyramide est devenue un immeuble administratif en 1980 dont l’État avait totalement l'usufruit. Il s'est vidé de tous ses occupants au milieu des années 80 avec la crise économique, s'est considérablement dégradé à partir des années 1990, et est devenu insalubre et dangereux dans les années 2000.  Le bâtiment a fini par recevoir un temps, la direction des archives nationales et des journaux officiels au deuxième et au troisième sous-sol.
Parallèlement, un montage douteux a permis de revendre en 2005 au nom de la SOCIPEC l'immeuble pour cinq cents millions de francs CFA, qui n'ont en outre jamais été versés par l'acheteur.
Un programme de rénovation complète de la Pyramide a été annoncé par le gouvernement ivoirien en 2011, via un partenariat public-privé. Le coût de la rénovation était estimé à 18 milliards de francs CFA, et avait pour objectif de faire de la Pyramide une attraction touristique. Le litige autour de la propriété de l'immeuble a empêché toutefois de mettre en œuvre cette rénovation.
Le mercredi 24 juin 2015, un incendie se déclaré au 14e étage de l'immeuble abandonné aux squatteurs depuis des années.
Le projet de rénovation pourrait être relancé avec la conclusion d'un accord le 5 août 2021 qui rend à l’État la propriété du bâtiment.